# 大阪市電土佐堀南岸線
大阪市電土佐堀南岸線（おおさかしでんとさぼりなんがんせん）は、川口町 - 淀屋橋間を結んでいた大阪市電の路線。全線が土佐堀通上にあった。

## 路線データ
- 起点:川口町
- 終点:淀屋橋
- 軌間:1435mm
- 架線電圧:600V
- 総延長:2.1キロ

## 沿革
- 1936年（昭和11年）6月15日
  - 川口町 - 淀屋橋間開業。
- 1939年（昭和14年）8月7日
  - 湊橋を江戸堀北通五丁目に改称。
- 1944年（昭和19年）6月1日
  - 江戸堀北通五丁目、常安橋、筑前橋を戦時体制下における節電のため廃止。
- 1946年（昭和21年）11月1日
  - 江戸堀北通二丁目を設置。
- 1952年（昭和27年）5月1日
  - 江戸堀北通五丁目が復活。
- 1961年（昭和36年）6月1日
  - 江戸堀北通五丁目を土佐堀五丁目に改称。
- 1968年（昭和43年）5月1日
  - 川口町 - 淀屋橋間廃止。

## 駅一覧
| 駅名               | キロ程 | 接続路線                         | 廃止日       |
| ------------------ | ------ | -------------------------------- | ------------ |
| 川口町駅           | 0.0    | 大阪市電：九条中之島線・靱本町線 |              |
| 土佐堀五丁目駅     | 0.3    |                                  |              |
| 土佐堀四丁目駅     | 0.6    | 大阪市電：桜川中之島線           |              |
| 常安橋駅           | 1.0    |                                  | 1944年6月1日 |
| 江戸堀北通二丁目駅 | 1.2    |                                  |              |
| 筑前橋駅           | 1.3    |                                  | 1944年6月1日 |
| 肥後橋駅           | 1.7    | 大阪市電：南北線                 |              |
| 淀屋橋             | 2.1    | 大阪市電：堺筋線                 |              |

## バス路線
- 同じ道路上を、現在は88号系統・75号系統・53号系統・62号系統・90号系統が走る[1]。